# Матвеев, Иван Ефимович
Ива́н Ефи́мович Матве́ев (1909—1943) — красноармеец Рабоче-крестьянской Красной Армии, участник Великой Отечественной войны, Герой Советского Союза (1944).

## Биография
Иван Матвеев родился 24 сентября 1909 года в селе Серёгово (ныне — Чердынский район Пермского края). После окончания начальной школы работал бригадиром в машинно-тракторной станции. В июле 1942 года Матвеев был призван на службу в Рабоче-крестьянскую Красную Армию. С мая 1943 года — на фронтах Великой Отечественной войны.
К сентябрю 1943 года гвардии красноармеец Иван Матвеев был стрелком 218-го гвардейского стрелкового полка 77-й гвардейской стрелковой дивизии 61-й армии Центрального фронта. Отличился во время битвы за Днепр. В ночь с 26 на 27 сентября 1943 года Матвеев одним из первых переправился через Днепр в районе села Неданчичи Репкинского района Черниговской области Украинской ССР и принял активное участие в боях за захват и удержание плацдарма на его западном берегу. 29 сентября 1943 года Матвеев вместе со своим товарищем Николаем Мишениным участвовал в отражении вражеской контратаки. В бою Мишенин получил тяжёлое ранение и потерял сознание (впоследствии он скончался от ран). В критический момент боя Матвеев поднял своих товарищей в атаку и ворвался в немецкую траншею. В этом же бою он был убит взрывом гранаты.
Указом Президиума Верховного Совета СССР «О присвоении звания Героя Советского Союза генералам, офицерскому, сержантскому и рядовому составу Красной Армии» от 15 января 1944 года за «образцовое выполнение боевых заданий командования по форсированию реки Днепр и проявленные при этом мужество и героизм» гвардии красноармеец Иван Матвеев посмертно был удостоен высокого звания Героя Советского Союза. Также был награждён орденом Ленина и медалью.